# ビクトル・グルホフ

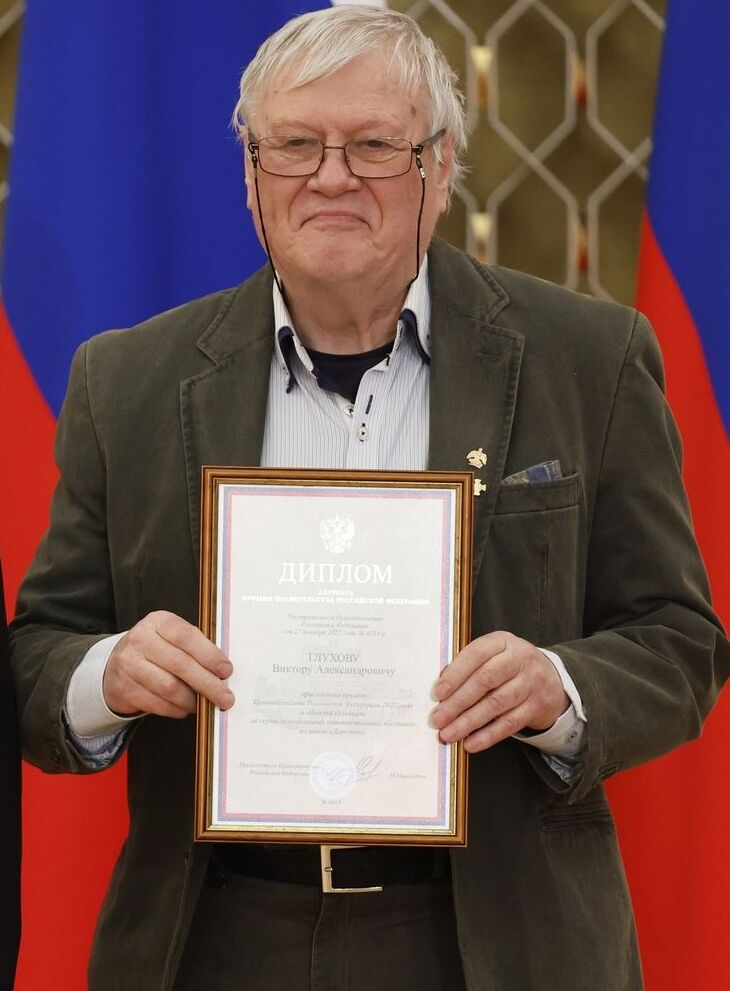
2023

ビクトル・グルホフ（Глухов Виктор Александрович、ラテン翻字の例：Viktor Gluhov、1946年 モスクワ - ）は、ロシアを代表する画家。

## 略歴
レーニン記念モスクワ教育大学卒業。
1997年功労芸術家。1999年ロシア芸術アカデミー銀メダル。2007年ロシアアカデミー正会員、人民芸術家。

## 作品
- 1988年「霧の朝」